# Zigeunerin-Quadrille
Zigeunerin-Quadrille (Quadrille de la bohémienne) est un quadrille de Johann Strauss II (op. 24). L'œuvre est joué pour la première fois le 2 août 1846 au casino Dommayer à Vienne.

## Histoire
Ce quadrille est composé sur la base de motifs de l'opéra Der Zigeunerin de Michael William Balfe. Il y a alors compétition entre Johann Strauss (fils) et son père, lequel a également composé un quadrille du même nom (op. 191), basé sur le même opéra, et créé le 11 août 1846 au Volksgarten, une semaine après celui de son fils.

## Durée
Sa durée d'exécution est d'environ 5 minutes. Elle peut varier selon l'interprétation musicale du chef d'orchestre.

## Interprétation notable
En 2004, la pièce est jouée lors du célèbre concert du nouvel an à Vienne, sous la direction de Riccardo Muti. 